# Aphilopota cardinalli
Aphilopota cardinalli är en fjärilsart som beskrevs av Louis Beethoven Prout 1954. Aphilopota cardinalli ingår i släktet Aphilopota och familjen mätare. Inga underarter finns listade i Catalogue of Life.